# Baschweri
Baschweri är en kulle i Schweiz. Den ligger i distriktet Raron och kantonen Valais, i den centrala delen av landet, 80 km sydost om huvudstaden Bern. Toppen på Baschweri är 2 051 meter över havet.